# Подшивалов, Александр Юрьевич
Александр Подшивалов (бел. Аляксандр Падшывалаў, род. 8 марта 1996 года, Минск, Белоруссия) — белорусский гандболист, разыгрывающий клуба «Мешков Брест» и левый полусредний сборной Белоруссии.

## Карьера
Профессионально начал карьеру в клубе «Витязь-Леон». В 2015 перешел в СКА (Минск), где провел 3 сезона. Затем провёл 3 сезона в Германии за клуб «Минден». В 2021 году стал игроком команды ЦСКА, подписав контракт на 2 года. Летом 2022 года покинул команду, проведя 27 матчей и забросив 56 мячей, несмотря на то, что у игрока был ещё 1 год контракта с ЦСКА. Впоследствии присоединился к клубу «Мешков Брест».
В составе брестского клуба провел три года, но сезон-2024/25 практически весь пропустил по состоянию здоровья. По его окончании объявил об уходе из «Мешков Брест».